# Atrichodendron tonkinense
Atrichodendron tonkinense är en potatisväxtart som beskrevs av François Gagnepain. Atrichodendron tonkinense ingår i släktet Atrichodendron och familjen potatisväxter. Inga underarter finns listade i Catalogue of Life.